# Osman III
Osman III (turc otomà: عثمان ثالث, ‘Osmān-i sālis) (2 de gener de 1699 – 30 d'octubre de 1757) va ser soldà de l'Imperi Otomà des de 1754 fins a la seva mort 3 anys més tard.
Fill de Mustafà II (1695-1703) i germà petit de Mahmut I (1730-54) va pujar al tron a la mort del seu germà el 14 de desembre de 1754. Un dels trets destacables del seu breu regnat va ser la creixent intolerància envers els ciutadans de l'Imperi no musulmans (els cristians i els jueus van ser obligats a portar vestimentes distintives). Exteriorment la pau iniciada després del tractat de Belgrad de 1739 va continuar. A les zones frontereres es van produir algunes revoltes, mostra de la debilitat de l'imperi.
Com era tradició en la família reial, Osman III havia passat gairebé tota la seva vida presoner al kafes, els departaments del Palau de Toptaki plens de luxes on els parents del soldà hi eren tancats per evitar que usurpessin el tron. Probablement va ser aquesta reclusió dins d'un harem la causa que durant el seu regnat Osman III manifestes un odi visceral envers la música i les dones: va expulsar tots els músics de palau, i portava unes sabates de ferro perquè totes les serventes el sentissin acostar i poguessin apartar-se del seu pas per no ser vistes. També promulgà una llei que obligava a les dones de l'Imperi a portar el vel.
Va canviar sis vegades de gran visir (més el que va trobar en funcions, en total set); va fer executar a Nişancı Ali Pasha (gran visir del 24 d'agost de 1755 al 23 d'octubre de 1755) que havia estat el seu favorit. El més destacat dels grans visir fou Koca Mehmed Ragıp Pasha (13 de desembre de 1756 a 8 d'abril de 1763). El 1755 i 1756 es van produir grans incendis a la capital. Va morir a Istanbul el 30 d'octubre de 1757.